# Saint-Hilaire-au-Temple
Saint-Hilaire-au-Temple – miejscowość i gmina we Francji, w regionie Grand Est, w departamencie Marna.
Według danych na rok 1990 gminę zamieszkiwało 218 osób, a gęstość zaludnienia wynosiła 35 osób/km².